# IC 343
IC 343 ist eine linsenförmige Galaxie vom Hubble-Typ SB0/a im Sternbild Eridanus südlich des Himmelsäquators. Sie ist schätzungsweise 79 Millionen Lichtjahre von der Milchstraße entfernt und hat einen Durchmesser von etwa 35.000 Lichtjahren. Die Galaxie gilt als Mitglied des Eridanus-Galaxienhaufens. 

In der gleichen Himmelsregion befinden sich u. a. die Galaxien NGC 1394, NGC 1402, NGC 1407, IC 345.
Das Objekt wurde am 14. Oktober 1887 vom US-amerikanischen Astronomen Frank Muller entdeckt.